# Ратнапура (округ)
Ратнапура (синг. රත්නපුර දිස්ත්‍රික්කය, там. இரத்தினபுரி மாவட்டம்) — один из 25 округов Шри-Ланки. Входит в состав провинции Сабарагамува. Административный центр — город Ратнапура. Площадь округа составляет 3275 км².
Население округа по данным переписи 2001 года составляет 1 015 807 человек. 86,83 % населения составляют сингальцы; 8,13 % — индийские тамилы; 2,83 % — ланкийские тамилы; 2,04 % — ларакалла; 0,04 % — малайцы; 0,03 % — бюргеры и 0,10 % — другие этнические группы. 86,65 % населения исповедуют буддизм; 9,52 % — индуизм; 2,16 % — ислам и 1,63 % — христианство.